# Hikaru Minegishi
Hikaru de Asis Minegishi, detto Pika (嶺岸 光?, Minegishi Hikaru; Sendai, 5 giugno 1991), è un ex calciatore giapponese naturalizzato filippino, di ruolo centrocampista o ala.

## Biografia
Minegishi nasce a Sendai il 5 giugno 1991, da padre giapponese e madre filippina originaria di Olongapo.
Dopo aver frequentato la Seiwa Gakuen High School, studia presso l'Università di Sendai.

## Caratteristiche tecniche
Ricopre il ruolo di centrocampista esterno. Può giocare su entrambe le fasce ed è dotato di una buona tecnica individuale.

## Carriera

### Club
Prodotto delle giovanili dell'Urawa Reds, nel 2015 è ingaggiato dal club filippino del Global su consiglio di Daisuke Satō.
Rivelatosi subito fondamentale per la sua squadra, conclude la sua prima stagione con 9 reti in 17 apparizioni. L'annata successiva si rivela ancora più proficua con 17 gol all'attivo, che gli consentono di guadagnandosi il titolo di capocannoniere della UFL.

### Nazionale
Nel novembre 2016 ottiene la cittadinanza filippina, con l'obiettivo di entrare a far parte della nazionale filippina. L'ingresso negli Azkals è immediato, favorito dalla volontà del CT Thomas Dooley di cercare nuovi volti in vista della Coppa Suzuki AFF 2016.
Compie il suo debutto per le Filippine il 19 novembre 2016, subentrando a Iain Ramsay in un pareggio per 0-0 con Singapore. Esordisce come titolare tre giorni dopo in Indonesia-Filippine 2-2.

## Statistiche

### Cronologia presenze e reti in nazionale
| Cronologia completa delle presenze e delle reti in nazionale ― Filippine | Cronologia completa delle presenze e delle reti in nazionale ― Filippine | Cronologia completa delle presenze e delle reti in nazionale ― Filippine | Cronologia completa delle presenze e delle reti in nazionale ― Filippine | Cronologia completa delle presenze e delle reti in nazionale ― Filippine | Cronologia completa delle presenze e delle reti in nazionale ― Filippine | Cronologia completa delle presenze e delle reti in nazionale ― Filippine | Cronologia completa delle presenze e delle reti in nazionale ― Filippine |
| Data                                                                     | Città                                                                    | In casa                                                                  | Risultato                                                                | Ospiti                                                                   | Competizione                                                             | Reti                                                                     | Note                                                                     |
| ------------------------------------------------------------------------ | ------------------------------------------------------------------------ | ------------------------------------------------------------------------ | ------------------------------------------------------------------------ | ------------------------------------------------------------------------ | ------------------------------------------------------------------------ | ------------------------------------------------------------------------ | ------------------------------------------------------------------------ |
| 19-11-2016                                                               | Bocaue                                                                   | Filippine                                                                | 0 – 0                                                                    | Singapore                                                                | AFF Suzuki Cup                                                           | -                                                                        | 45’                                                                      |
| 22-11-2016                                                               | Bocaue                                                                   | Filippine                                                                | 2 – 2                                                                    | Indonesia                                                                | AFF Suzuki Cup                                                           | -                                                                        | 55’                                                                      |
| 25-11-2016                                                               | Bocaue                                                                   | Filippine                                                                | 0 – 1                                                                    | Thailandia                                                               | AFF Suzuki Cup                                                           | -                                                                        | 46’                                                                      |
| 22-3-2017                                                                | Manila                                                                   | Filippine                                                                | 0 – 0                                                                    | Malaysia                                                                 | Amichevole                                                               | -                                                                        | 63’                                                                      |
| 7-6-2017                                                                 | Guangzhou                                                                | Cina                                                                     | 8 – 1                                                                    | Filippine                                                                | Amichevole                                                               | -                                                                        | 62’                                                                      |
| 5-9-2017                                                                 | Bocaue                                                                   | Filippine                                                                | 2 – 2                                                                    | Yemen                                                                    | Qual. Coppa d'Asia 2019                                                  | -                                                                        | 69’                                                                      |
| 10-10-2017                                                               | Al Wakrah                                                                | Yemen                                                                    | 1 – 1                                                                    | Filippine                                                                | Qual. Coppa d'Asia 2019                                                  | -                                                                        |                                                                          |
| 14-11-2017                                                               | Katmandu                                                                 | Nepal                                                                    | 0 – 0                                                                    | Filippine                                                                | Qual. Coppa d'Asia 2019                                                  | -                                                                        | 67’                                                                      |
| 22-3-2018                                                                | Manila                                                                   | Filippine                                                                | 3 – 2                                                                    | Figi                                                                     | Amichevole                                                               | 1                                                                        | 46’                                                                      |
| 3-10-2018                                                                | Sylhet                                                                   | Laos                                                                     | 1 – 3                                                                    | Filippine                                                                | Coppa Bangabandhu 2018                                                   | 1                                                                        |                                                                          |
| 5-10-2018                                                                | Sylhet                                                                   | Bangladesh                                                               | 0 – 1                                                                    | Filippine                                                                | Coppa Bangabandhu 2018                                                   | -                                                                        |                                                                          |
| 9-10-2018                                                                | Cox's Bazar                                                              | Tagikistan                                                               | 2 – 0                                                                    | Filippine                                                                | Coppa Bangabandhu 2018 - Semifinale                                      | -                                                                        |                                                                          |
| Totale                                                                   |                                                                          | Presenze                                                                 | 12                                                                       |                                                                          | Reti                                                                     | 1                                                                        |                                                                          |